# Circuito Central Harbourfront di Hong Kong
Il circuito Central Habourfront di Hong Kong è un circuito cittadino sul lungomare dell'isola di Hong Kong, di fronte al Victoria Harbour. Viene utilizzato per l'E-Prix di Hong Kong dalle monoposto elettriche del campionato di Formula E. Vi hanno corso per la prima volta il 9 ottobre 2016, come gara di apertura della stagione di Formula E 2016-17.